# Tyrannochthonius kermadecensis
Espèce
Synonymes
- Paraliochthonius kermadecensis Beier, 1976

Tyrannochthonius kermadecensis est une espèce de pseudoscorpions de la famille des Chthoniidae.

## Distribution
Cette espèce se rencontre en Nouvelle-Zélande aux îles Kermadec et en Australie sur l'île Lord Howe.

## Description
Les femelles mesurent de 1,05 à 1,3 mm.

## Étymologie
Son nom d'espèce, composé de kermadec et du suffixe latin -ensis, « qui vit dans, qui habite », lui a été donné en référence au lieu de sa découverte, les îles Kermadec.

## Publication originale
- Beier, 1976 : The pseudoscorpions of New Zealand, Norfolk, and Lord Howe. New Zealand Journal of Zoology, vol. 3, no 3, p. 199-246 (texte intégral).